# Llista de caps d'estat de Polònia

La Bandera del President de Polònia

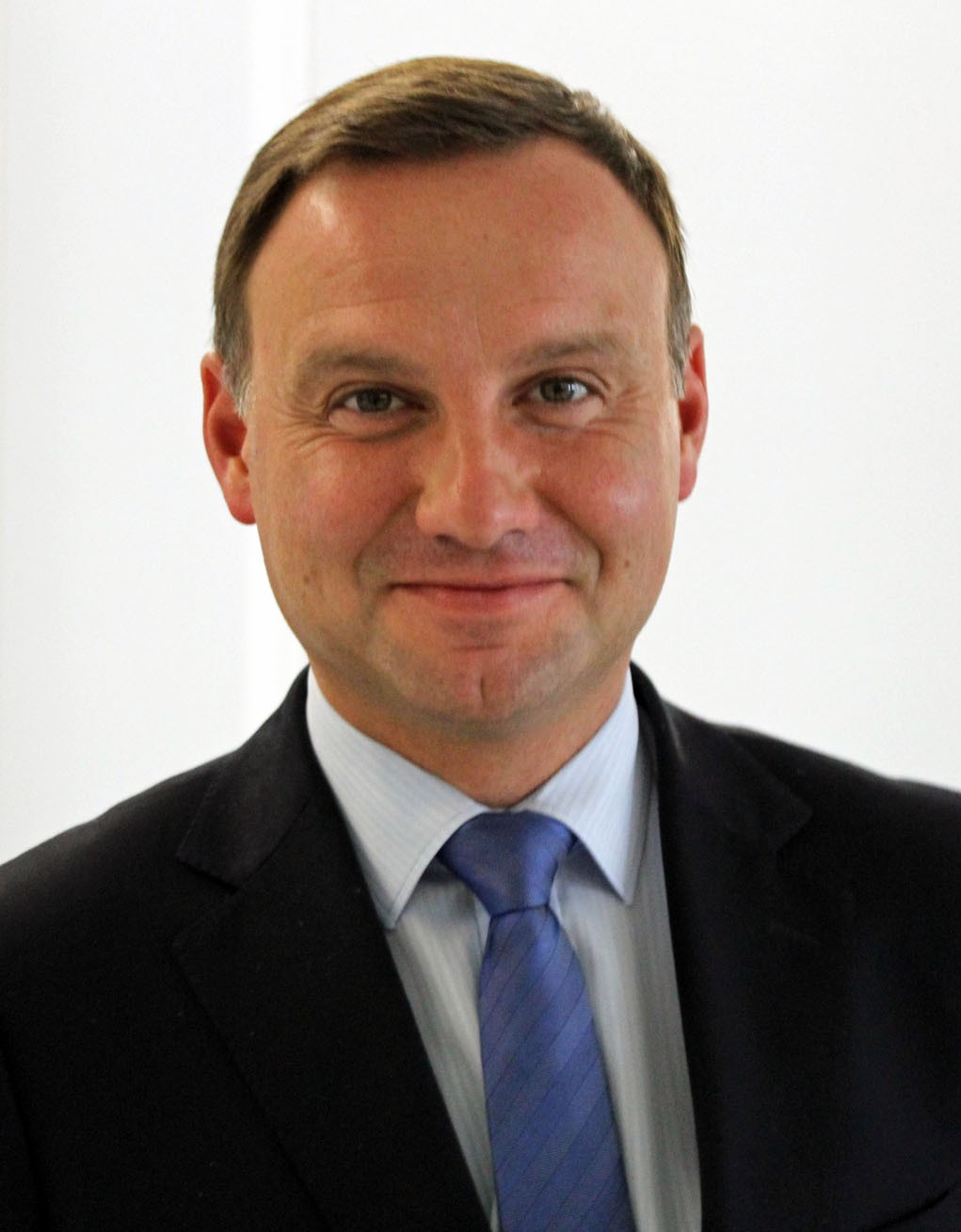
L'actual president de Polònia, Andrzej Duda

El Cap d'estat de Polònia (polonès: Prezydenci Polski), és el President de Polònia.

## Presidents de la Segona República (1918-1939)

La Bandera de la Segona República (1918-1939)

| No. (Rep.) | Nom                          | Títol                            | Inici                  | Fi                      | Partit  |
| ---------- | ---------------------------- | -------------------------------- | ---------------------- | ----------------------- | ------- |
| 1.         | Józef Klemens Piłsudski      | Cap d'estat                      | 14 de novembre de 1918 | 14 de desembre de 1922  | Cap     |
| 2.         | Gabriel Narutowicz           | President electe de la República | 14 de desembre de 1922 | 16 de desembre de 1922† | PSL-W   |
| -          | Maciej Rataj (Primer mandat) | President Interí de la República | 16 de desembre de 1922 | 22 de desembre de 1922  | PSL-P   |
| 3.         | Stanisław Wojciechowski      | President de la República        | 22 de desembre de 1922 | 14 de maig de 1926      | PSL-P   |
| -          | Maciej Rataj (Segon mandat)  | President Interí de la República | 14 de maig de 1926     | 4 de juny de 1926       | PSL-P   |
| 4.         | Ignacy Mościcki              | President de la República        | 4 de juny de 1926      | 30 de setembre de 1939  | Sanacja |

## Presidents de l'Ocupació Nazi (1939-1944)

La Bandera de l'Ocupació Nazi (1939-1944)

Adolf Hitler envaí Polònia el setembre de 1939, el 30 de setembre del mateix any, el fins aleshores president de la república, Ignacy Mościcki dimití i marxà a l'exili a Romania. Polònia des del 30 de setembre de 1939 fins a l'1 de gener de 1944 no va tenir president, el "Cap d'estat polonès" era Adolf Hitler.
Vegeu President d'Alemanya (1939-1945)

## Presidents del Consell del Poble (1944-1947)

La Bandera del Consell del Poble (1944-1947)

| No. (Rep.) | Nom                             | Títol                           | Inici               | Fi                  | Partit |
| ---------- | ------------------------------- | ------------------------------- | ------------------- | ------------------- | ------ |
| 5. (1.)    | Bolesław Bierut (Primer mandat) | President del Consell del Poble | 1 de gener de 1944  | 4 de febrer de 1947 | PPR    |
| 6. (2.)    | Franciszek Trąbalski            | President del Consell del Poble | 4 de febrer de 1947 | 4 de febrer de 1947 | PPS    |
| 7. (3.)    | Władysław Kowalski              | President del Consell del Poble | 4 de febrer de 1947 | 5 de febrer de 1947 | PPS    |

## Caps d'estat de la República Popular (1947-1989)

La Bandera de la República Popular (1947-1989)

| No. (Rep.) | Nom                                 | Títol                     | Inici                  | Fi                     | Partit |
| ---------- | ----------------------------------- | ------------------------- | ---------------------- | ---------------------- | ------ |
| 8. (1.)    | Bolesław Bierut (Segon mandat)      | President de la República | 5 de febrer de 1947    | 20 de novembre de 1952 | PZPR   |
| 9. (2.)    | Aleksander Zawadzki                 | Cap del Consell d'Estat   | 20 de novembre de 1952 | 7 d'agost de 1964†     | PZPR   |
| 10. (3.)   | Edward Ochab                        | Cap del Consell d'Estat   | 12 d'agost de 1964     | 10 d'abril de 1968     | PZPR   |
| 11. (4.)   | Marian Spychalski                   | Cap del Consell d'Estat   | 10 d'abril de 1968     | 23 de desembre de 1970 | PZPR   |
| 12. (5.)   | Józef Cyrankiewicz                  | Cap del Consell d'Estat   | 23 de desembre de 1970 | 28 de març de 1972     | PZPR   |
| 13. (6.)   | Henryk Jabłoński                    | Cap del Consell d'Estat   | 28 de març de 1972     | 6 de novembre de 1985  | PZPR   |
| 14. (7.)   | Wojciech Jaruzelski (Primer mandat) | Cap del Consell d'Estat   | 6 de novembre de 1985  | 19 de juliol de 1989   | PZPR   |
| 14. (7.)   | Wojciech Jaruzelski (Segon mandat)  | President de la República | 19 de juliol de 1989   | 31 de desembre de 1989 | PZPR   |

## Presidents de la Tercera República (des de 1989)

La Bandera actual

| No.      | Nom                                 | Títol                            | Inici                  | Fi                     | Partit |
| -------- | ----------------------------------- | -------------------------------- | ---------------------- | ---------------------- | ------ |
| 14. (1.) | Wojciech Jaruzelski (Tercer mandat) | President de la República        | 31 de desembre de 1989 | 23 de desembre de 1990 | PZPR   |
| 15. (2.) | Lech Wałęsa                         | President de la República        | 23 de desembre de 1990 | 23 de desembre de 1995 | NSZZ   |
| 16. (3.) | Aleksander Kwaśniewski              | President de la República        | 23 de desembre de 1995 | 23 de desembre de 2005 | SdRP   |
| 17. (4.) | Lech Kaczyński                      | President de la República        | 23 de desembre de 2005 | 10 d'abril de 2010†    | PiS    |
| -        | Bronisław Komorowski                | President Interí de la República | 10 d'abril de 2010     | 8 de juliol de 2010    | PO     |
| -        | Bogdan Borusewicz                   | President Interí de la República | 8 de juliol de 2010    | 8 de juliol de 2010    | PO     |
| -        | Grzegorz Schetyna                   | President Interí de la República | 8 de juliol de 2010    | 6 d'agost de 2010      | PO     |
| 18. (5.) | Bronisław Komorowski                | President de la República        | 6 d'agost de 2010      | 6 d'agost de 2015      | PO     |
| 19. (6.) | Andrzej Duda                        | President de la República        | 6 d'agost de 2015      | actualitat             | PiS    |